# Casa de Uceda
Casa de Uceda è un comune spagnolo di 111 abitanti situato nella comunità autonoma di Castiglia-La Mancia.